# Sługi wojny
Sługi wojny – polski thriller z 2019 roku w reżyserii Mariusza Gawrysia. Wraz z filmem powstał zrealizowany dla TVP trzy-odcinkowy miniserial, którego emisja premierowa odbyła się w dniach 23 - 25 maja 2022 roku.
Drugi po Sługach bożych film sensacyjny zrealizowany według scenariusza Macieja Strzembosza i Mariusza Gawrysia. Z poprzednim łączy go miejsce akcji (Wrocław) oraz postacie inspektora Konarskiego i policyjnej patolog Magdy Batorzyńskiej. Poza Wrocławiem (m.in. ZOO) niektóre ujęcia kręcono w Warszawie. 

## Obsada
- Piotr Stramowski – komisarz Samborski „Sambor”
- Maria Kania – młodszy aspirant Marta Zadara
- Paweł Królikowski – pułkownik Zbigniew Dolecki
- Aleksandra Pisula – Sylwia Górska
- Michael Schiller – Joop Holten
- Karolina Czarnecka – Olga, jego kilerka
- Zbigniew Stryj – inspektor Konarski
- Bartłomiej Kotschedoff – dziennikarz Jacek Hryniewicz
- Lidia Sadowa – Kawecka, wiceminister MON
- Monika Dryl – patolog Magda Batorzyńska
- Leszek Nitka – „Dżizas”, policjant z komendy
- Mateusz Rusin – Filip
- Magdalena Biegańska – doktor Łada
- Piotr Borowski – agent wywiadu
- Waldemar Nowak – sąsiad
- Dariusz Jakubowski – profesor Marek Abramski
- Jakub Kluczyński – dziecko Sylwii
- Magdalena Kacprzak – sekretarka w ministerstwie
- Jarosław Golec – „Haribo”, policjant z komendy
- Hanna Skarga – psycholog
- Norbert Kaczorowski – Bednarek
- Patryk Pietrzak – wartownik w jednostce wojskowej
- Rafał Gerlach – aresztant
- Dominik Piotrowski – Marecki
- Paweł Prokopczuk – oficer ABW
- Piotr Kruszewski – policjant na komendzie (nie występuje w napisach)
- Andrzej Olszewski – technik policyjny (nie występuje w napisach)

## Nagrody
- 2020: Orzeł (Polska Nagroda Filmowa) – Nominacja w kategorii: Najlepsza muzyka (Maciej Zieliński)